# クリス・アレオーラ
クリス・アレオーラ（Chris Arreola 、1981年3月5日 - ）は、アメリカ合衆国の男性プロボクサー。カリフォルニア州ロサンゼルス出身。父親はメキシコ人。

## 来歴
父がメキシコ生まれの元ボクサーだったことで、8歳からボクシングを始める。父親がフリオ・セサール・チャベスと知り合いで、子供時代に何度かチャベスの家に行ったことがある。16歳のときにモチベーションが無くなり一旦ボクシングから離れるが20歳のときに復帰する。

### アマチュア時代
2001年、ナショナルゴールデングローブにライトヘビー級(81kg)で出場し優勝。
2002年、全米選手権にライトヘビー級(81kg)で出場するが1回戦で敗退した。

### プロ時代
2003年9月5日、デビューを果たしたアレオーラは2回1分25秒TKO勝ち。白星でデビューを飾った。
2005年1月21日、デビット・クレイジと対戦し3回にアレオーラがホールディングと同時にヒッティングを受けたためクレイジの故意な反則で失格を宣告し勝利を挙げたが連続KO勝利は8で止まった。
2006年11月4日、ラスベガスのマンダレイ・ベイ・イベント・センターでWBC世界ヘビー級8位のダミアン・ウィリスと対戦。7回2分17秒TKO勝ち。
2007年9月21日、WBC世界ヘビー級10位のトーマス・ヘイスとWBCアメリカ大陸ヘビー級王座決定戦を行い3回1分45秒KO勝ちで王座獲得に成功した。
2008年6月21日、WBC世界ヘビー級5位のチャズ・ウィザースプーンと対戦し3回終了時失格勝ちで初防衛に成功した。
2008年9月25日、WBC世界ヘビー級18位のイスラエル・カルロス・ガルシアと対戦し3回1分11秒TKO勝ちで2度目の防衛に成功した。
2008年11月29日、シチズンツ・ビジネス・バンク・アリーナでNABF北米ヘビー級王者でWBA世界ヘビー級5位のトラビス・ウォーカーと対戦し3回13秒TKO勝ちでNABF王座獲得とWBCアメリカ大陸王座3度目の防衛に成功した。
2009年4月11日、マンダレイ・ベイ・イベント・センターでジャミール・マクラインと対戦し4回21秒KO勝ちでNABF王座は初、WBCアメリカ大陸王座4度目の防衛に成功した。
2009年9月26日、ステイプルズ・センターでWBC世界ヘビー級王者ビタリ・クリチコと対戦し一方的にクリチコに試合を支配されてキャリア初黒星の10回終了時棄権によるTKO負けを喫し王座獲得に失敗した。
2010年4月24日、IBFインターナショナル並びにNABO北米ヘビー級王座決定戦を元世界2階級制覇王者トマシュ・アダメクと対戦し12回0-2(114-114、111-117、113-115)の判定負けで王座獲得に失敗した。
2010年8月13日、マヌエル・クエザナとFECOMBOXヘビー級王座決定戦を行い9回2度ダウンを奪いストップ寸前まで追い詰めると12回にもう1度追加したが倒しきれず12回3-0(117-108、2者が118-107)の判定勝ちで王座獲得に成功した。
2011年7月9日、ニュージャージー州でフライデイ・アシュナニャと対戦し10回判定勝ちするが、試合後のドーピング検査でアレオーラからマリファナの陽性反応が検出され失格となり、試合結果もノーコンテストに変更された。
2012年2月18日、エリック・モリーナとUSNBCヘビー級王座決定戦を行い初回2分30秒KO勝ちで王座獲得に成功した。
2013年4月27日、WBC世界ヘビー級シルバー王者バーメイン・スタイバーンと対戦し3回にダウンを奪われたのが響き12回0-3(2者が110-117、109-118)の大差判定負けで王座獲得に失敗した。
2013年9月7日、WBCインターナショナルヘビー級王者セス・ミッチェルと対戦し初回の一撃でダウンを奪うとレフェリーのノーカウントで試合終了。初回2分26秒KO勝ちで王座獲得に成功した。
2014年5月10日、ロサンゼルスのガーレン・センターでビタリ・クリチコの引退に伴い空位になったWBC世界ヘビー級王座決定戦で同級1位でシルバー王者のバーメイン・スタイバーンと約1年振りにリベンジ戦を行うが、6回2分2秒TKO負けを喫し、2007年6月2日にWBO世界ヘビー級王者だったシャノン・ブリッグス以来7年振りのアメリカ人ヘビー級王者誕生とはならなかった。
2014年12月11日、試合を予定していたが7月に受けた左肘の手術の回復が間に合わず欠場を決めた。
2015年12月12日、テキサス州でトラビス・カウフマンと対戦し2-1の判定勝ちを収めるが、試合後のドーピング検査でアレオーラからマリファナの陽性反応が検出された。その後アレオーラは2016年1月5日にテキサス州から90日間の試合出場停止とファイトマネーの12万5千ドルから750ドルの罰金処分を科せられ、試合結果もノーコンテストに変更された。アレオーラがマリファナの陽性反応が検出されたのは通算2度目。
2016年7月21日、アラバマ州バーミングハムのバートウ・アリーナでWBC世界ヘビー級王者デオンテイ・ワイルダーと対戦するが、アレオーラの出血のひどさを見てセコンドがレフェリーに試合の棄権を伝え、8回終了時棄権によるTKO負けを喫し王座獲得に失敗した。
2019年8月3日、ニューヨークのバークレイズ・センターでアダム・コウナッキとノンタイトル12回戦で対戦し判定負け。
2021年5月1日、約1年9か月ぶりに試合を行いカリフォルニア州のディグニティ・ヘルス・スポーツ・パーク・テニスコーでアンディ・ルイス・ジュニアとノンタイトル12回戦で対戦し判定負け。この試合でルイスは100万ドル（約1億1千万円）、アレオーラは30万ドル（約3200万円）のファイトマネーを稼いだ。

## 獲得タイトル
- WBCアメリカ大陸ヘビー級王座
- NABF北米ヘビー級王座
- FECOMBOXヘビー級王座
- USNBCヘビー級王座